# Ziomek (serial animowany)
Ziomek (oryg. Les Lascars) – francuska kreskówka  z polskim dubbingiem. Była emitowana przez MTV w programie Rap Pakamera. Polska premiera odbyła się 3 lipca 2006.

## Opis
Osnuty na motywach życia codziennego paryskich przedmieść, prezentujący satyryczny obraz typowych twardzieli z blokowisk. Do pełnego zaadaptowania „Ziomka” do polskiego kontekstu kulturowego, podniesienia naturalności dialogów i autentyzmu sytuacyjnego przyczynili się znani wykonawcy polskiej sceny hip-hopowej.

## Polski dubbing
- AbradAb
- Jędker
- O.S.T.R.
- Vienio & Pele
- Sistars
- DonGURALesko
- Ten Typ Mes
- Sokół
- Gutek
- Pono
- Peja
- Hemp Gru
- Ero

Ponadto Sokół, O.S.T.R. i DonGURALesko nagrali piosenkę „Ziomek”, która promowała serial.

## Spis odcinków

### Sezon 1
| Lp. | Tytuł oryginalny              | Tytuł polski               | Nr w sezonie | Dubbing                                                   |
| --- | ----------------------------- | -------------------------- | ------------ | --------------------------------------------------------- |
| 01  | Salope                        | Suka                       | 1.01         | Sokół, Vienio                                             |
| 02  | La sédition c'est la solution | Rewolta                    | 1.02         | Wilku, Bilon, Jędker, Sokół                               |
| 03  | Ma bite                       | Moja Pałka                 | 1.03         | O.S.T.R., Ten Typ Mes                                     |
| 04  | Show must go on               | Bileciki                   | 1.04         | Vienio, Ero, DonGURALesko                                 |
| 05  | L'affranchi                   | Gangsta                    | 1.05         | Wilku, Bilon, Pono, Ero                                   |
| 06  | La pharmacie de la honte      | Apteka Wstydu              | 1.06         | Wilku, Bilon                                              |
| 07  | Bonnes meufs                  | Maniurki                   | 1.07         | Sokół, Vienio                                             |
| 08  | La classe                     | Elegancko                  | 1.08         | Abradab, Gutek                                            |
| 09  | J'fais de la thai             | Boks Tajski                | 1.09         | Jędker, Peja                                              |
| 10  | La Drogue c'est de la merde   | Narkotyki To Gówno         | 1.10         | Abradab, Gutek, Ten Typ Mes                               |
| 11  | Ma vieille branche le keuf    | Dawna Znajoma              | 1.11         | Abradab                                                   |
| 12  | Playboy SVP                   | Playboy'a PRSZ             | 1.12         | DonGURALesko, Peja                                        |
| 13  | Tapage                        | Walenie                    | 1.13         | Pelson, Vienio, Pono                                      |
| 14  | Graph Fu                      | To Jest Już Moje           | 1.14         | Wilku, Bilon                                              |
| 15  | Ophélie                       | Ofelia                     | 1.15         | Ero, Vienio                                               |
| 16  | Crevard                       | Sęp                        | 1.16         | DonGURALesko, Ten Typ Mes, Peja                           |
| 17  | Le frisson de la honte        | Dreszcz Wstydu             | 1.17         | DonGURALesko                                              |
| 18  | Drague En Ascenseur           | Tomblar Story              | 1.18         | Brak (w tym odcinku nikt nie wypowiada ani jednego słowa) |
| 19  | Tebe 3                        | Mówmy Mało Lecz Konkretnie | 1.19         | Pono, Jędker                                              |
| 20  | Parlons peu mais parlons bien | D Beściak Squad            | 1.20         | Pono, Sokół, Jędker, DonGURALesko                         |
| 21  | La suprise du Chef            | Niespodzianka              | 1.21         | O.S.T.R.                                                  |
| 22  | La Cigarette                  | Papieros                   | 1.22         | Abradab, Gutek                                            |
| 23  | Un Cri dans la Nuit           | Nocny Krzyk                | 1.23         | DonGURALesko, Abradab, Gutek                              |
| 24  | Do pain do bèr                | Niesłychana Historia       | 1.24         | Peja, Ten Typ Mes                                         |
| 25  | Pas d'basket                  | Nie Wchodzimy              | 1.25         | Pelson, Pono, DonGURALesko, Ero                           |
| 26  | Insecurite                    | JPG                        | 1.26         | Wilku, Bilon, Pelson                                      |
| 27  | Tasspé                        | Zdzira                     | 1.27         | O.S.T.R.                                                  |
| 28  | Réinsertion                   | Resocjalizacja             | 1.28         | Jędker, DonGURALesko                                      |
| 29  | Baston de regards             | Pojedynek Spojrzeń         | 1.29         | Ero, Peja                                                 |
| 30  | Faut qu'on branche            | Musimy Coś Wyrwać          | 1.30         | Pelson, Peja                                              |

### Sezon 2
| Lp. | Tytuł oryginalny                | Tytuł polski     | Nr w sezonie |
| --- | ------------------------------- | ---------------- | ------------ |
| 31  | Round 2                         | Runda 2          | 2.01         |
| 32  | Révélation                      | Apokalipsa       | 2.02         |
| 33  | Suppot de Satan                 | Wspólnik Szatana | 2.03         |
| 34  | Coup de pression                | Nagłe ciśnienie  | 2.04         |
| 35  | Vieux dossiers                  | Stare czasy      | 2.05         |
| 36  | Devine qui vient dîner          |                  | 2.06         |
| 37  | Faut pas m'vénère               |                  | 2.07         |
| 38  | La tournante                    |                  | 2.08         |
| 39  | Cerbère                         |                  | 2.09         |
| 40  | SOS SMS                         |                  | 2.10         |
| 41  | Ni gigolo ni soumis             |                  | 2.11         |
| 42  | Collabo                         |                  | 2.12         |
| 43  | Oh Macumba                      |                  | 2.13         |
| 44  | Westcoast                       |                  | 2.14         |
| 45  | Les copains, c'est fait pour ça |                  | 2.15         |
| 46  | La théorie des phéromones       |                  | 2.16         |
| 47  | J'teken III                     |                  | 2.17         |
| 48  | Usual Fonblard                  |                  | 2.18         |
| 49  | Salauds de kainris              |                  | 2.19         |
| 50  | Ultimate Fister                 |                  | 2.20         |
| 51  | Un taxi pour Deauville          |                  | 2.21         |
| 52  | Café croissant etc.             |                  | 2.22         |
| 53  | La main dans le sac             |                  | 2.23         |
| 54  | Starfucker                      |                  | 2.24         |
| 55  | Emeute                          |                  | 2.25         |
| 56  | Le dernier rebelle              |                  | 2.26         |
| 57  | Mal parleur                     |                  | 2.27         |
| 58  | Pass pass le oinj               |                  | 2.28         |
| 59  | Retour vers le vintage          |                  | 2.29         |
| 60  | Schalgue Attack                 |                  | 2.30         |

### Odcinki Specjalne
| Lp.  | Tytuł oryginalny | Tytuł polski      | Nr w sezonie | Dubbing         |
| ---- | ---------------- | ----------------- | ------------ | --------------- |
| S#01 | I life           | Odcinek Bonusowy  | S#0.01       | Pelson, Sokół   |
| S#02 | The bear         | Odcinek Zwyczajny | S#0.02       | Mucha, Pszczoła |

## DVD
Sezon 1
- Data wydania: 2001-09-18
- Nośnik: 1 płyta DVD

Sezon 2
- Data wydania: Brak planów wydania

## Międzynarodowa emisja
| Kraj            | Stacja     | Tytuł   |
| --------------- | ---------- | ------- |
| Kanada          | Teletoon   | Homiez  |
| Monako          | MCM        | Lascars |
| Polska          | MTV Polska | Ziomek  |
| Rosja           | 2x2        | Чудаки  |
| Wielka Brytania | Channel 4  | Homiez  |